# Duster Bennett
Anthony 'Duster' Bennett (Welshpool, 23 september 1946 – Warwickshire, 26 maart 1976) was een Britse bluesgitarist. Hij speelde als eenmansband door met één voet op de trommel te slaan, de mondharmonica op een standaard te spelen en zijn gitaar te gebruiken. Deze mix was boeiend en uniek, zodat hij een graag geziene gast was in de bluesclubs.

## Biografie
Hij begon zijn carrière op de kunstacademie in Kingston upon Thames en Guildford. In zijn live-uitvoeringen combineerde hij zijn eigen composities in de stijl van Jimmy Reed met bluesstandards. Hij werd vaak ondersteund door zijn vrienden Peter Green en Top Topham. Begin jaren 1960 speelde hij vaak als sessiemuzikant op de mondharmonica. In 1970 werd hij lid van John Mayalls Bluesbreakers en ging hij met hen op een Amerikaanse tournee. Na het optreden met Memphis Slim reed hij naar huis, viel in slaap achter het stuur en kwam in botsing met een vrachtwagen, waarna hij overleed.

## Overlijden
Duster Bennett overleed in maart 1976 op 29-jarige leeftijd na een auto-ongeval.

## Discografie
- 1968: Smiling Like I'm Happy
- 1969: Bright Lights (livesessie)
- 1970: 12dbs
- 1975: Fingertips
- 1998: I Choose to Sing the Blues
- 1999: Comin' Home
- 2000: Shady Little Baby
- 2006: Complete Blue Horizon Records Sessions

- Bibliothèque nationale de France: cb141548301 (data)
- Gemeinsame Normdatei: 134326180
- International Standard Name Identifier: 0000 0000 5519 0498
- Library of Congress Control Number: no98055807
- MusicBrainz: 3464bf64-c660-48b1-84a3-fa6702ce3cd2
- Virtual International Authority File: 64214944
- WorldCat: E39PBJrmdmXChfVH6h7xJCk4bd